# Utvrda Kličevica
Utvrda Kličevica nalazi se u neposrednoj blizini mjesta Raštević pored Benkovca. Izgradili su je u XV. st. plemići Kurjakovići, blizu granice Mletačke Dalmacije i Hrvatsko-Ugarskog Kraljevstva.

## Opis
Impozantna izgleda srednjovjekovna utvrda Kličevica izgrađena je iznad kanjona rječice Kličevice okružena borovom šumom. Za izgradnju zaslužan je Grgur iz obitelj Kurjaković, koja u to vrijeme imala veliku ulogu u političkom životu Hrvatsko-Ugarskog Kraljevstva u XV. stoljeću. Kako je i nakon, Ladislav Napuljski prodao 1409., Dalmaciju Mlečanima za 100 tisuća dukata, posjedi Kurjakovića nalazili su se u izravnoj opasnosti jer su graničili s Mletačkom Dalmacijom. Radi zaštite posjeda izgradnja utvrde bila je završena 1454. godine. Utvrda je izgrađena na strateškom položaju iznad mlinica u Ravnim kotarima. Kontrola mlinica za proizvodnju hrane iznimno je bitna radi kontrole trgovine u Ravnim kotarima. Utvrda je trapezoidnog oblika s dominantnom kulom. Kameni krov očuvan je u izvornom obliku do danas.